# (310) Margarita
(310) Margarita es un asteroide perteneciente al cinturón de asteroides descubierto el 16 de mayo de 1891 por Auguste Honoré Charlois desde el observatorio de Niza, Francia.
Se desconoce la razón del nombre.